# Tonkaephora nigriventralis
Tonkaephora nigriventralis är en insektsart som beskrevs av Matsumura 1942. Tonkaephora nigriventralis ingår i släktet Tonkaephora och familjen spottstritar. Inga underarter finns listade i Catalogue of Life.